# الک چیمبرلن
الک چیمبرلن (انگلیسی: Alec Chamberlain؛ زادهٔ ۲۰ ژوئن ۱۹۶۴) یک بازیکن فوتبال است.